# Kulturarv utan Gränser
Kulturarv utan Gränser (KuG) är en oberoende svensk organisation som värnar om viktiga kulturarv som hotas av krig, naturkatastrofer, vanskötsel, fattigdom med mera. Organisationen arbetar främst i instabila länder såsom Etiopien och Vitryssland där de restaurerar viktiga kulturella byggnader och försöker bevara dessa för framtida generationer. KuG är inte en statlig organisation utan förlitar sig till donationer från företag, privatpersoner och biståndsorganisationer.

## Historia
KuG instiftades 1995 för att skydda kulturarv, främst i Bosnien-Herzegovina där kulturarv förstördes systematiskt. Organisationen anser att restaurering av kulturarv leder till ökat självförtroende hos de som bor där och kan hjälpa de boende att få tillbaka sin värdighet efter krig.